# Посёлок Лесозавода № 6
Посёлок Лесозавода № 6 — упразднённый населённый пункт в Кандалакшском районе Мурманской области. Включен в город Кандалакша.

## География
Расположен был к западу от г. Кандалакша, на реке Лупче-Савино на побережье губы Лупче Кандалакшского залива Белого моря, в устье реки Нива.

## История
До мая 1938 входил в состав Карелии.
В середине 1950‑х гг. включен в черту г. Кандалакша.